# Stefan Lebiedzicz
Stefan Lebiedzicz (zm. 1649) – burmistrz wileński w latach 1646-49, rajca w latach 1623-46, prawdopodobnie ławnik przedtem.
Lebiedzicz prowadził w Wilnie dwa sklepy. Jednym z nich był kram w Giełdzie Wielkiej, na wschodniej stronie rynku miejskiego. Drugi znajdował się w jego własnym domu, opartym o mur miejski między ulicami Końską i Ostrą.
Choć Lebiedzicz przez całe życie był unitą, jego żoną była Marta Paszkiewiczówna, wyznania kalwińskiego. Ich córki Halszka (ur. 1633) i Katarzyna (ur. 1635), według panującego zwyczaju zostały ochrzczone w zborze kalwińskim, zaś syn Stefan przejął wyznanie ojca. Halszka wyszła za niejakiego Krzysztofa Hendrycha Dydekiena, zaś Katarzyna/Krystyna za ziemianina z Korony Stanisława Gurskiego.
Lebiedzicz mianował egzekutorami swojego testamentu i opiekunami żony i córek wileńskich kupców Michała Baranowicza i Hendrycha Monesa.
Według inwentarza testamentowego z 27 września 1649 roku pozostawił po sobie bibliotekę składającą się ze 112 tomów: 94 łacińskich, 12 cyrylickich (cerkiewno-słowiańskich i ruskich), 4 polskich i 2 grecko-łacińskich. Wśród nich znajdowało się 27 książek religijnych, 13 filozoficznych, 10 historycznych, 11 prawno-politycznych, 6 zbiorów poezji, 8 słowników, 2 książki medyczne, 4 astrologiczno-alchemiczne, dalszych 19 dotyczyło retoryki, zbiór uzupełniały 2 opisy podróży. Całość zbioru warta była 121 złotych i 23 grosze. Jest to jedna, obok księgozbioru Macieja Vorbek-Lettowa, z najbogatszych znanych bibliotek ówczesnego Wilna. 